# Денби
 Тази статия е за града в Уелс.  За селото в Англия вижте Денби (село).  За стадион Денби вижте Стейдиъм:мк.
Дѐнби (на английски: Denbigh; на уелски: Dinbych, Дѝнбих) е град в Северен Уелс, графство Денбишър. Архитектурна забележителност за града е замъкът „Денби Касъл“ от 13 век. Населението му е 8783 жители според данни от преброяването през 2001 г.

## Личности
Родени
- Хенри Мортън Стенли (1841 – 1904), изследовател